# 混淆鳞毛蕨
混淆鳞毛蕨（学名：Dryopteris commixta）为鳞毛蕨科鳞毛蕨属下的一个种。主要分布在华东至华南地区，西南罕见。 